# Pârâul cu Pești
Pârâul cu Pești sau Pârâul cu Pește este un afluent al râului Neagra Șarului. 